# Левиче
Левиче (итал. Levice) је насеље у Италији у округу Кунео, региону Пијемонт.
Према процени из 2011. у насељу је живело 30 становника. Насеље се налази на надморској висини од 516 м.

## Становништво
Према резултатима пописа становништва 2011. у општини је живело 246 становника.
| 1936. | 1951. | 1961. | 1971. | 1981. | 1991. | 2001. | 2011. |
| ----- | ----- | ----- | ----- | ----- | ----- | ----- | ----- |
| 1.112 | 980   | 720   | 535   | 392   | 344   | 270   | 246   |